# Cigudosa
Cigudosa település Spanyolországban, Soria tartományban. Cigudosa Aguilar del Río Alhama, San Felices, Castilruiz, Valdelagua del Cerro, Magaña, Cerbón, Valdeprado és Navajún községekkel határos. Lakosainak száma 15 fő (2024).

## Népesség
A település népessége az elmúlt években az alábbi módon változott:
| Lakosok száma | 73   | 57   | 48   | 45   | 34   | 32   | 20   | 19   | 19   | 15   |
|               | 2001 | 2004 | 2007 | 2009 | 2012 | 2014 | 2017 | 2019 | 2022 | 2024 |